# Torneo de Dalian 2016
El Dalian Women's Tennis Open 2016 fue un torneo de tenis profesional jugado en canchas duras. Se trata de la segunda edición del torneo, que es parte de la WTA 125s de 2016. Se llevó a cabo en Dalian, China, entre el 5 de septiembre al 11 de septiembre de 2016.

## Cabezas de serie

### Individuales
| Tenista       | Ranking | Preclasificada |
| Wang Qiang    | 62      | 1              |
| Hsieh Su-wei  | 79      | 2              |
| Duan Yingying | 103     | 3              |
| Tamira Paszek | 104     | 4              |
| Zhang Kailin  | 108     | 5              |
| Jana Čepelová | 117     | 6              |
| Misa Eguchi   | 123     | 7              |
| Tatjana Maria | 121     | 8              |

- Ranking del 29 de agosto de 2016

### Dobles
| Tenista                         | Ranking | Preclasificada |
| Nicole Melichar Alicja Rosolska | 141     | 1              |
| Tatjana Maria İpek Soylu        | 172     | 2              |
| Han Xinyun Zhang Kailin         | 175     | 3              |
| Lu Jingjing Yang Zhaoxuan       | 207     | 4              |

## Campeonas

### Individuales femeninos
Kristýna Plíšková venció a  Misa Eguchi por 7-5, 4-6, 2-5 ret.

### Dobles femenino
Lee Ya-hsuan /  Kotomi Takahata vencieron a  Nicha Lertpitaksinchai /  Jessy Rompies por 6-2, 6-1